# Ivkovački Prnjavor
Ivkovački Prnjavor (en serbe cyrillique : Ивковачки Прњавор) est un village de Serbie situé sur le territoire de la ville de Jagodina, district de Pomoravlje. Au recensement de 2011, il comptait 85 habitants.

## Démographie
| 1948 | 1953 | 1961 | 1971 | 1981 | 1991 | 2002 | 2011 |
| ---- | ---- | ---- | ---- | ---- | ---- | ---- | ---- |
| 210  | 221  | 207  | 164  | 131  | 131  | 102  | 85   |

|  |